# Anne Kursinski
Anne Kursinski (n. 16 aprilie 1959, Pasadena, California, SUA) este o sportivă ce a reprezentat Statele Unite ale Americii, medaliată olimpică. A participat la 4 ediții ale Jocurilor Olimpice (1984, 1988, 1992, 1996) în care a câștigat o medalie de argint.